# SAKAMOTO DAYS 坂本日常
《SAKAMOTO DAYS 坂本日常》是日本漫畫家鈴木祐斗創作的少年漫畫，自《週刊少年Jump》2020年51號起開始連載。臺灣《寶島少年》2021年第25期起開始連載。描述一間普通商店「坂本商店」中，圍繞著身為前殺手的店長坂本太郎發生的各種日常及暗殺事件。
原型為《Jump GIGA》2020 WINTER上刊載的短篇漫畫《SAKAMOTO -坂本-》（日语：SAKAMOTO -サカモト-），同年年底連載化。本作為鈴木祐斗的首部連載作品。截至2025年6月，全世界累計發行量已突破1200萬冊。改編電視動畫於2025年1月播出。

## 故事大綱
昔日曾有一名最強殺手叫坂本太郎，他是所有殺手的憧憬，所有惡黨畏懼的對象。然而某日，坂本愛上了一名超商女店員，遂辭去殺手工作，結婚、生女、發福，變成了一個普通的父親。時光流逝，某天坂本從前的部下「新」找上門來，試圖說服坂本重操舊業，否則就得照規定殺了擅自脫離組織的坂本。然而坂本雖然發胖，身手卻並未退步。新完全拿他沒辦法，也不願破壞坂本家幸福的日常，遂與坂本聯手回頭將組織全滅，一勞永逸。
擊破組織後，坂本商店收留了無處可去的新。他們接著又收留了父母雙亡的前黑手黨千金陸少糖。加上坂本的妻女，五人一同經營著商店。坂本復出的風聲開始在黑社會流傳開來，過去的同業也為了各種目的一一找上門來。坂本與店員為了保護和平的日常，而開始了奮鬥。

## 登場人物
以下分别為電視動畫版 / 有聲漫畫版的聲優。

### 坂本商店
坂本太郎（聲：杉田智和（電視動畫）、深澤純（有聲漫畫））
坂本商店店長，看上去像個白髮大叔，但實際年僅27歲。曾經被稱為「最強殺手」，日本殺手聯盟特務部隊「ORDER」前成員之一。幾乎無所不能、體能超乎常人，即使擋下行駛中的公車都不在話下。
直到某日邂逅在便利商店擔任職員的葵而墜入愛河，以此契機金盆洗手，與葵交往結婚育有一女花。結婚後身材嚴重發福，雖然身形肥胖，但可以透過短時間內大量消耗卡路里來恢復原本的纖瘦身材，只是一天後便又會因為進食而復胖。
隱退後經過五年的空窗期，在死刑犯篇中得知在肥胖狀態下實力只剩全盛期的30%。沉默寡言，平時透過新的讀心能力來發表意見，只有在少數情況才會開口。善用周遭的各種物品當武器使用，利音曾說若在雜物多的房間與坂本戰鬥，就算大戰一百回合也沒有任何勝算。但也被托雷斯評價沒有獨到之處。
朝倉新（聲：島崎信長（電視動畫）、田村睦心（年少期）、伊藤節生（有聲漫畫））
坂本商店店員，21歲，前殺手。金髮的年輕男子。性格中帶有黑社會的冷酷，但有的時候也相當孩子氣。擁有讀心能力的超能力者，集中精神時可以讀取到半徑20公尺內的旁人想法，利用該項能力與沉默寡言的坂本成為一對好搭檔。
原先只能讀取人的表層意識，在死刑犯篇中進一步發展成可以讀取到「運動準備電位」，也就是動作前的潛在意識，在戰鬥中可以預知敵人零點幾秒鐘後的動作，但一天只能使用5分鐘。與春馬戰鬥時，習得一次性、短暫支配對手思考與行動的能力，後來進一步用於命令自己完成本應無法完成的動作，更能進一步對大腦下令「全速運轉」，此狀態下實力足以秒殺天弓。
出身不詳，6歲時被託付給地下科學研究設施「研究所」照顧，並意外喝下藥物得到超能力。在第9話的殺聯執照上僅標示其名字，未有姓氏。第23話提及其父母的姓氏可能為「安藤」，JCC入學考時則使用了與研究所所長相同的「朝倉」。
陸少糖（聲：佐倉綾音）
坂本商店女店員，負責替商店蒸肉包。前黑手黨千金。綁著細辮子的紅髮少女，性格粗枝大葉且容易將事情搞砸。情緒反應多變，常哭也常笑。常因一點小事與新拌嘴。
擅長太極拳與醉拳，喝醉時身手會變得更強，但情緒反應也比平時誇張。
某日父母被敵對黑手黨殺害，狼狽逃離對方的追殺時受到了坂本與新的幫助，之後因為無處可去而被坂本商店收留。將坂本一家與新視為自己新的家人，相當重視他們。
角色原名叫「陸小糖」，但初登場時因名字寫錯而變成「陸少糖」。
坂本葵（聲：東山奈央（電視動畫）、齋田華帆（有聲漫畫））
坂本太郎的妻子，26歲。原本是便利商店的普通店員，結婚後與丈夫一同經營著個人商店。深愛著丈夫與女兒。對坂本的過去知道的一清二楚，與他定下「不再殺人」的家規，並約定要將餘生用來幫助他人。
性格膽大，並且有些天然，面對公車劫持依舊不慌不忙，也完全不害怕其他殺手，在許多方面比坂本更加冷硬。
坂本花（聲：木野日菜（電視動畫）、琴石ゆうひ（有聲漫畫））
坂本太郎與葵心愛的年幼女兒。心地善良、笑靨如花，因此被夫妻二人取名為「小花」。
真霜平助（聲：鈴木崚汰（電視動畫）、峯田大夢（有聲漫畫））
坂本商店外賣員，原是盯上坂本10億懸賞金的殺手之一，右臉頰上刺有靶心刺青的年輕男子。專門使用跳彈的狙擊手，養了一隻叫嗶之助（聲：根本京里）的鸚鵡。雖然狙擊技術卓越，但頭腦簡單，容易受騙，被新形容為「盡思考一些毫無意義的東西」、「完全沒有讀心的價值」。
除了狙擊以外幾乎什麼都不擅長，被從事的殺手公司開除導致經濟拮据，連三餐都有困難，因而盯上了坂本的10億懸賞金。但被坂本與新擊敗，事後順理成章地與坂本商店的眾人成為朋友，時常跑來串門與蹭飯。後來成為坂本商店的狙擊式外賣員。
在JCC時期超越坂本等人，創下歷代第一的射擊紀錄，被視為無名（本人忘記寫上名字）傳說，還因此流傳是能夠驅使大鳥，並長著翅膀的魁武男子「龍騎兵」。

### 日本殺手聯盟（殺聯）

#### ORDER
日本殺手聯盟特務部隊「ORDER」是殺手界的最高戰力，負責維持殺手世界秩序。目前全員共有8人，人數上限為10位，至今卻從未額滿過。
南雲與市（聲：花江夏樹（電視動畫）、汐谷文康（有聲漫畫））
坂本學生時代的朋友，總是掛著笑臉、心思令人捉摸不透的黑髮美男子。總是喜歡惡作劇與說謊。脖子上刺有黃金螺線的刺青，雙手十指也都有獨特的刺青。
極擅易容，能在戰鬥時變成別人的模樣、或是玻璃中的倒影迷惑對手。甚至能與他人完全交換外貌，但顯露真身時，被頂替者的易容似乎也會解除。
實力高深莫測，是新無法讀心的對象之一。總是背著一個箱子，內裝有一把巨型的瑞士刀，據稱有六種功能，能變形成雙劍、鐮刀、斧頭等多種武器。此外更持有一把近乎透明的長刀作為後手。
在死刑犯篇中被坂本託付幫忙顧店，並喬裝成坂本太太的樣子，而後死刑犯之一的米尼马力斯特也來到店裡找坂本太郎，但卻被南雲用瑞士刀將頭顱割下。
在殺手展一戰中重創樂，並喬裝成樂的樣子靠近有月（×），但因其心臟在右邊而未能暗殺成功，加上被其體內的利音人格疑惑而沒能下手。此舉導致他遭ORDER除名，被麻樹誣陷為此次襲擊事件的主犯，與坂本和有月一同被列為特A級抹殺對象。
神神廻（聲：八代拓）
坂本的後輩，金色長髮，左臉下方有疤的青年男子。關西人，關西殺仁學院出身，但中途退學了。雖然平時說話態度囂張，但在面對坂本時卻會使用敬語。
總是與大佛搭檔行動，形影不離，老是在旁邊叮囑粗心的大佛。非常不喜歡洋蔥，曾因此用叉子對廚師處刑。
使用的武器是拔釘鎚。認為它除了有錘能鑿的多變方式外，也不會有缺乏子彈跟有鈍刃的情況，使用上非常上手。
受命與前任搭檔兼前ORDER．四村交戰，最後雖艱難取勝，但遭對方削去左手無名指、小指以及近半手掌。後已接回。
認為斯拉顛覆殺聯的行為已經超過自己所能承受，遂挺身與之對抗，現聯手大佛與上終對抗新生殺聯。
崇尚極簡主義，不喜歡胡思亂想，認為要背負的東西越少越好。
大佛（聲：早見沙織（電視動畫）、古賀葵（有聲漫畫））
坂本與神神廻的後輩，由於是在坂本退出ORDER後才加入，故不認識坂本。農村出身，身穿似喪禮長裙服飾，披著黑色面紗的神祕美女。思考僵硬呆板，大多聽從神神廻的指示行動。在奇怪的地方莫名的記仇。極度怕鬼。
與神神廻關係最好，在鄉下地區擊倒了眾多的殺手，引起神神迴的注意而被招募。認為神神迴不受殺手之神眷顧、是在黑暗中迷失前路的殺手，希望能一直待在對方身邊。
使用的武器是圓鋸，戰鬥時可以面不改色地將對手瞬間切成肉塊。身材纖細，卻擁有被評價為野獸的力量。
在斯拉掌控殺聯後，認為與新任ORDER等自己討厭的人一起生活並非自己理想的世界，挺身幫助神神迴並對抗新生殺聯，過程中與切換為篁人格的有月交戰，遭其擊碎武器重創倒地。

豹（聲：安元洋貴）
頭髮直豎、雙耳皆有穿環，且下巴釘有金屬板的壯漢。看似兇惡，面惡心善，個性意外地單純耿直，但動起手來毫不手軟，因此時常與南雲鬥嘴。
在ORDER中屬於會小心翼翼地對待老年人的常識派，也會因為自己在醫院鬧出騷動而向醫生道歉。坂本稱其「從以前開始就很溫柔」。
武器為一對手指虎，將雙拳的力量與速度鍛鍊到等同砲彈。
在泰國遭遇熊埜御並與之交戰，後因顧及平民不敵對方而戰死，死前欲拉熊埜御陪葬未果，但仍使對方自斷右手。
篁（聲：大塚芳忠）
看似是有些癡呆的老爺爺，總是閉著眼睛一個人喃喃自語，但其實意識清晰也能正常對話。擁有深不見底的高超劍術實力，對殺意敏感，攻擊一向不分敵我、擋我者死，連ORDER的其他成員都不敢對他大意。
刀法相當利落，就算手臂被其斬下也不會壞死，經由縫合後即可將肌肉纖維及神經接上，而且若是再更近一步的斬切，甚至能在手臂落地前不靠縫合直接接合回去。
出身不明，長時間都留在ORDER裡，除了那份強悍以外人們對他一無所知。「×」等人稱其為「殺聯的幽靈」，並進一步推測其為殺意的集合體，先被人們相信進而得到實體的存在。
在殺手展一戰中，同時與坂本、南雲、有月、樂以及春馬展開交戰，並以碾壓之勢先後擊倒所有人。但即將殺害有月時，人格與技術疑似遭其複製並用以反擊，最後被有月突然產生篁之人格腰斬致死，配刀也被有月帶去使用。
- 與同作者筆下短篇《骸區》（骸区）主角擁有相同的外型與能力，疑似為同一人。

京（聲：日野聰）
留著平頭的青年男子，著名電影導演，也是情報販子賣的電影的製片者，新曾是他的粉絲。混亂中立，完全走個人路線，平時不會出現在ORDER的聚會中，因為電影的關係殺了一名ORDER成員，進而代替了他的位置。
初登場於JCC轉入考試篇，在飛機上擔任考官之一。個性古怪且對電影非常執著，為了拍出心目中的好鏡頭，甚至不惜將飛機炸出一個大洞。為了取材而遊走於「×」陣營與殺聯兩邊，只為了拍攝一部雙方對立的電影。只要能拍出傑作，哪邊獲勝對自己來講都無所謂。自稱沒有殺人的技術與武器，有的只是一流的拍電影手法。戰鬥時會使用場記板與特製聚光燈。
與催眠師加姆一同襲擊JCC，在殺死佐藤田老師後與坂本展開戰鬥，後來用計反擊。在晶打斷兩人的戰鬥後與她達成協議（能拍攝以晶為女主角的復仇電影為條件），兩人一同離開了JCC。在確認與「×」有實際接觸以及對殺聯有所隱瞞為由，而被殺聯高層正式從ORDER中除名，並被下達抹殺令，淪為追緝對象。
上終
披著斗篷、性別不詳，作中說話等動作都是以槍管代表。擁有最長有效狙擊距離的金氏世界紀錄、入選百大殺手的傳奇狙擊手，本人是個重度的家裡蹲，平時不會出現在ORDER的聚會中。極度好女色，似乎對大佛異樣的癡迷。
狙擊有效射程8公里，且能夠活用地形進行多樣化又精準的攻擊。坂本評價為「僅憑一顆子彈就能改變情勢」。亦有一定近戰能力，能在貼身狀態下避開步槍子彈。
自尊心非常高且相當幼稚，在發現坂本知道自己金氏世界紀錄的內幕後千方百計想阻止他們購買世紀殺手展的票。與平助對決後跟他成為好友。
在大佛重創倒地、神神迴即將遭有月斬殺之際，為拯救大佛出手協助神神迴對抗新生殺聯。
沖
ORDER的領導者，綁著兩戳馬尾，戴著黑框眼鏡的壯年男子。武器為一柄綴有流蘇的薙刀。因長期於海外出差，而鮮少參與ORDER的會議。重視時間且不愛做白工，曾放話自己在一分鐘之內就能殺了神神廻，但又希望對方能先提交暗殺委託，並選擇自己想要的死法後才願意動手殺人。
於殺手展一戰中後登場，表示在自己缺席期間，對於ORDER成員與殺聯的重大損失感到失望，並打算在幹完最後一次任務後便切腹謝罪，此舉也迎來神神廻等人暗自叫好。為了填補當今人手的空缺，後續挖角了特雷斯與七夕作為頂替南雲等人的ORDER成員。
托雷斯
由沖所挖角的新ORDER成員。看似只是一名嗜賭的高大老爺爺，其實有50年的殺手生涯。使用極高功率的噴砂槍為武器，平時藏於袖口，能瞬間將神神廻所持拔釘鎚的錘頭削掉近半。擁有凌駕於坂本之上的強大實力，導致坂本挑戰他五次卻至今未贏過。拥有即使被南云和坂本的踢中也能泰然自若的坚韧，虽然体型巨大但速度却让坂本也感到惊讶。
患赌博依赖症，欠下杀连602亿债务。只靠利息工作的主义。因沉迷賭博，一般常識等于零與社會脫節嚴重。連紙飛機跟平底鍋都不認識。對於坂本夫妻能同時使用多件廚具烹飪的技術驚愕不已。只要花点钱，枪也能好好使用。
七夕
殺手展一戰後被沖挖角的新ORDER成員。淡色短髮，頭戴漁夫帽的青年男子。職業音樂人，會透過殺人來獲取作曲的靈感。
可以透過遠距彈奏，將人暫時震暈，也可將數據線以注入對象的手臂的方式，往其大腦發送音波。

#### 殺聯相關人士
四村曉
前ORDER成員兼創立者之一，同時也是JCC的名譽教授，會一年一次回到母校演講。曾是神神迴的前輩，身經百戰、擅長使用三節棍的強者，即便與神神廻與南雲同時交戰仍不落下風。曾經神神廻說四村實際上是殺聯的No.2。
深愛著妻子及兒子周，但在發現妻子實際上是反殺聯勢力的一員後，為了周的安危只好親手將她殺死，卻依然無法阻止殺聯會長被殺，還被栽贓為是犯人，周也開始對他抱有誤會，從此過著被追緝的生活。
為了搗毀讓他失去自由的殺聯及和兒子重聚而與×組織合作，在京都與神神迴的戰鬥中落下重傷，被扔進河裡而看似身亡。但其實被南雲暗中救下一命，以周被當人質為由而假死，負責替他調查利音的真正死因。
慈乃
四村曉的妻子，廟堂的女儿，周的母亲。為了成功让上司刺殺前殺聯會長天羽宗一，礙於四村是會長的左右手，擔心會影響他們的計劃，而接近四村，並結婚生子，為的就是增加四村的弱點。在某天晚上發現四村接下的任務就是刺殺自己的上司，並以周為人質，想拖著四村，但被四村用四節棍殺死。
福光
關西殺聯支部支部長。
金高
和四村曉是創辦ORDER的人。全背長髮，戴著護目鏡的壯年男子。是全殺手裡面最快的人，外號「鋼龍」，跑得快靠的是音速鞋。有一個任務是用於消滅不良學生，對抗他的死亡率到達100%，而即使沒有殺死金高，存活下來的人也會被金高挖角。
八年前，JCC的山田老師看在佐藤田老師的面子上，讓坂本、南雲和赤尾接下這個任務作升學考試。最後在百貨公司被坂本用橫幅包著身體被甩至上一層樓。在與四村的通話中提到認為坂本、南雲和赤尾是個人才。
而後被天羽宗一委派任務，與坂本、南雲、赤尾和有月保護天羽宗一的妻子天羽藍和女兒天羽心乃美至機場。在隧道內吸入小林釋放的毒氣，發現有月丟掉解藥，並全速衝過去保護解藥，再將解藥塞進有月的懷中，並中毒倒下。
八年後，醫生早就下了判決，金高不可能再醒過來了，但是他是有月失踪時的重要證人，因此南雲和殺聯交涉，讓金高靠人工呼吸機活了八年。
殺手展一戰後奇蹟般甦醒，並被告知八年來由南雲替其墊付的高額住院費，為了還債而盯上了被懸賞的坂本，因南雲忘記告知坂本近況，而將坂本誤認是冒充其名的冒牌貨，即便昏睡八年，身體能力也依然能保持一定的速度，抵達現場後開始與坂本交戰，並輕鬆壓制新與平助，後來因坂本恢復為全盛時期的樣貌便成功解除誤會，還被其當作是師傅。
天羽宗一
前殺聯會長，現已被反叛勢力殺害。
麻樹栖
殺聯的現任會長，自稱是有月的哥哥。八年前曾擔任殺聯的高層職員，但實際上身為反殺聯勢力的間諜，企圖透過有月從JCC滲透進殺聯。性格極度自我為中心，一旦決定好的事情，就會想法設法將其實現。

### ×陣營
×／有月憬（聲：浪川大輔）
陸續屠殺日本國內職業殺手的神秘人士，會在作案現場用血塗上「×」的記號，作為坂本與殺聯的頭號死敵。似乎是擁有雙重人格的解離性身分疾患患者，曾是坂本的同期。實力異常強大，能夠輕鬆擊敗目前的坂本。
出身於JCC經營的孤兒院，其現在的部下大部分都是他的舊識。本來是個有些孤僻且善良的人，八年前因為反殺聯勢力的安排，臨時加入了坂本等人的護送任務，被命令暗中除掉護送目標，因為被以孤兒院的朋友們做威脅而陷入掙扎。
護送任務出現意外之後逃跑，與追尋他的利音一同下落不明。當坂本再度找到他時，他已性情大變，並聲稱自己殺了利音，隨後被坂本壓制並開槍殺死。然而應當已死的他，八年後卻再度出現。
鹿島（聲：興津和幸）
×最忠誠的親信，頭上戴著鹿的頭套。雖是殺手但待人彬彬有禮，即使是戰鬥中的對手也會使用敬語。身為全身改造人，身體強韌且沒有痛覺，即使四分五裂成碎塊也不會死去，同時也擅長接回斷肢的外科手術。
依照×的指示佔據地下科學研究設施「研究所」，但被坂本擊敗而失去據點。之後作為中間傳達人，指示死刑犯們狩獵包括「ORDER」與坂本在內日本殺手聯盟的殺手。
久而久之對於×推翻殺聯後的打算保持質疑，卻得知×不打算做出什麼改變，可能導致殺手制度崩壞，甚至危害到平民百姓，於是懷疑自己所抱持的正義並逐漸不認識曾經的「×」。在利音人格與「×」調換後要求利音把「×」還給他，在晶與坂本一夥的阻止下選擇自爆，並只剩下上半身。
被坂本帶回商店後進行拷問，原本對×的各種計畫隻字不提，被小花偷偷帶走並裝上各種玩具配件拼湊成臨時身體，同時被小花所感化且一度挺身而出挽救她，因此得到坂本的信任，為一行人透漏×的下一步計劃。
樂（聲：內山昂輝）
×的左膀右臂，跟他是同一所孤兒院出身的摯友。身為遊戲高手，實力高強，能以一敵百，動起手來總是面不改色、毫不退卻，使用的武器是形狀酷似敲肉錘的錘矛，且頂端能夠發出炮擊。
於殺聯入侵事件中以一人之力屠殺100多名殺聯職員，但隨後遭ORDER的篁輕鬆擊敗，被斬斷的手臂及手指成功被鹿島接回，但右耳則無法修復。在JCC插班考試中透過遠端操控身體柔韌性與自己一致的臨時工軟柔進行「物色人選」，因大肆攻擊其他考生及考官的行為嚴重破壞考試，而導致考試被迫取消，但還是選出真冬與虎丸作為新成員。
奉命突襲殺手展並與南雲展開交戰，成功破壞南雲的變形武器，卻遭南雲偷襲重創並戰敗，身份亦被南雲頂替。被南雲重創後，因為被坂本、新誤認成南雲本人而受到鹿島、坂本等人的救助後昏睡了一段時間。醒來後主動突襲正在和坂本、南雲交戰的篁。而後聽從「×」的計劃，打算與春馬合力擊敗篁。在和篁的戰鬥中為了保護「×」，不惜用嘴咬斷刀刃並用刃尖劃傷篁的右眼，但同時也被篁以斷刃貫穿胸口重創。目前生死不明。
宇田（聲：松風雅也）
×最忠誠的部下之一，也是同一所孤兒院出身，身為×早年安插在殺聯中的臥底。於殺聯入侵事件中叛變並與×會合，實力能輕易壓制新。最後為了掩護×和樂撤退，引爆身上炸藥犧牲。
軟柔（聲：橘龍丸）
×陣營在網路上招募到的臨時工，藉此滲透進JCC插班考試中物色新成員，由於身體機能與柔韌性跟樂相似，因此由樂透過他身上的裝備在遠端操控他行動，他本人則一直處於睡眠狀態，清醒後甚至對周遭情況一無所知。
卡羅萊納·利帕
×的部下之一。有著一頭辣椒狀的髮型，時常在吃辣椒，雙眼用繃帶蒙住的男子。有著能在體內合成燃器的特殊體質，藉此從口中噴出火焰，更能配合吹管將燃氣送入氧乙炔切割設備戰鬥。
在殺手展一戰中，被從下層用圓鋸割裂地板的大佛偷襲後分屍。
克拉布加姆
×的部下之一，卡羅萊納·利帕的弟弟。是一名病態的受虐狂。催眠術師，僅憑口中唸出的特異詞句與拍手就能催眠周邊群眾，此外也有一定程度的戰鬥力。與京一同襲擊JCC，但在戰鬥中被自行解開催眠的周斬斷一隻手，無法使用催眠之下戰敗，最後被交予殺聯處置。
熊埜御
「×」忠誠的部下之一，也是他十分重要的朋友。看似冷淡但重情重義，性格極端，眼裡只有朋友與其他人兩種，不會原諒任何傷害自己夥伴的人。能透過手套操縱電磁，藉此干涉周邊的金屬製品。能在手中以電磁砲原理高速射出鋼釘。
JCC事件後與春馬在「×」的基地會合，負責狩獵ORDER成員，於127話將ORDER成員豹殺害，但對方亦使其自斷右手。弄斷的手臂後來以機械製的義肢頂替。
春馬
「×」忠誠的部下之一，也是他十分重要的朋友。臉上有螺旋狀刺青、瞇瞇眼的青年。自稱不擅長格鬥技，但體格、反射神經等身體能力遠超常人，為求公平以取悅自己，春馬將自身攻擊手段限縮在各項體育項目，但就算如此，他以隨身攜帶的鐵球或環境物做出的投擲、扣殺，亦或是直接發動的擒摔均具有極高的破壞力。神神迴評價其有著與豹同等的力量。
在殺手展一戰中遭篁一刀劈成兩半而戰死。
天弓
與同樣出身於孤兒院。總是打赤膊、身攜弓箭的青年。平常會將左眼用眼罩遮住，一旦掀起便能提升視野，但用久了頭腦會感到暈眩，因此只在必要的時候才會使用。所持弓的弓弦有著能擋下刀刃斬擊仍不彎曲的硬度。與「×」雖為同一出身，但卻是孤兒院追求的，沒有情感殺手的「成功案例」，因此不受「×」待見。
目前人在殺聯監獄尋找「占卜師」。

### 死刑犯
阿帕特（Apart，聲：小林千晃／藤原夏海【童年期】（電視動畫）比上孝浩（有聲漫畫））
在「×」的幫助下逃獄，從東南亞逃到日本的四名外國死刑犯之一。殺害人數206人，罪狀為殺人、屍體損壞及誘拐。略神經質的橘髮青年，配戴大量髮夾。有把東西排列整齊的強迫症，害怕物體裡會有看不見的內部物體，因此認為把人切割開來才能真正理解對方的內在，之所以殺人是因為想與對方互相理解，透過殺人才能感覺到自己與他人是連繫在一起的。
善用的凶器是以雙手手指操控的堅韌絲線，絲線的強韌度足以割斷東京鐵塔，也能將人瞬間大卸八塊，被評價成是四名死刑犯中最強的一人。
在「×」的指示下開始狩獵日本殺手聯盟的殺手，在東京鐵塔與坂本和平助發生戰鬥，最終被坂本擊敗並帶回據點。從坂本等人感受到真正的聯繫後，轉而幫助他們，為了救新而被「×」砍斷左手。殺聯入侵事件後去向不明。
米尼馬力斯特（Minimalist，聲：竹內良太（電視動畫）村上裕哉（有聲漫畫））
在「×」的幫助下逃獄，從東南亞逃到日本的四名外國死刑犯之一。殺害人數370人，逃獄後殺害人數上升為432人，罪狀為殺人與強盜殺人。雷鬼頭的壯漢，能徒手將巨大的物體一瞬間揉成小團，被他殺死的人都成了一個個的肉糰子。
在「×」的指示下開始狩獵日本殺手聯盟的殺手，來到坂本商店卻撲了個空，與伏擊的南雲戰鬥且被對方輕鬆殺害。
丹普（Dump，聲：甲斐田裕子（電視動畫）前田玲奈（有聲漫畫））
在「×」的幫助下逃獄，從東南亞逃到日本的四名外國死刑犯之一。殺害人數180人，罪狀為殺人、強盜致死及屍體遺棄。深色肌膚的女性，使用的兇器是能從身體裡伸出的針狀物體，並以此攻擊對手並將目標全身開洞。喜歡人死前那一瞬間露出的恐懼表情，認為目標在害怕被她殺害的當下，心中只會想著自己（兇手）的事，因此總是會把喜歡的對象殺死。渴望被愛，但一路都在殺害自己的追求者，總是在尋找自己的下一個戀人。
在「×」的指示下開始狩獵日本殺手聯盟的殺手，挑上大佛作為自己的目標，但因實力明顯不及大佛而被對方輕鬆殺害。在死前那一瞬間突然覺得大佛相當美麗，成功填補了自身的空虛。
索（Saw，聲：鳥海浩輔）
在「×」的幫助下逃獄，從東南亞逃到日本的四名外國死刑犯之一。殺害人數64人，罪狀為殺人、強盜殺人、屍體遺棄及屍體損壞。前軍人，男性。使用的凶器為斧頭。喜歡漫畫和電影，認為結局是最重要的，會先仔細調查目標的過去再殺害對方，為目標劃下有趣的結局（死）。認為碰上比自己強的對手時應該要夾著尾巴快點逃跑。
在「×」的指示下開始狩獵日本殺手聯盟的殺手，從名單裡挑上坂本作為自己的目標，為了打擊坂本而先對他的同伴下手，卻反被覺醒的新與陸擊敗。在他們疲力盡而昏睡時趁機逃跑，最終卻被豹攔截並殺害。

### 日本殺手養成學校（JCC）

#### 學生
勢羽夏生（聲：岡本信彥）
JCC武器製造科的研究生，曾擔任過鹿島入侵研究所時的部下作為兼職，總是身穿具有透明化功能的外套。儘管個性不好，但出類拔萃，擅長改造武器與裝備，是該學科十五年來首位被授予四村獎的天才。
研究所篇結束後成為了可麗餅店的店員。之後在JCC與新再度相遇並共同尋找「資料庫」，為了尋找被「×」一方綁架走的弟弟真冬而暫時與新一起行動，給了新自己改造出的特殊拳套。
赤尾晶（聲：M·A·O）
JCC插班生，立志成為殺手的冒失少女，身為坂本與南雲的舊識赤尾利音的姪女。個性善良且容易緊張，但對家務、縫紉十分拿手，在危急情況下能展現超凡的能力。在JCC插班考試中受到坂本協助，並與他一起行動。在最終考試時與坂本同為紅隊。在隊伍陷入危機時下定決心，僅用手指便將黃隊的眼鏡男的脖子擊傷至瀕死程度。暴走之際被坂本阻止，調整好狀態後向其透漏了自己的姓氏。
在得知利音早已被殺害的消息後大受打擊，在那之後打斷坂本與京的戰鬥，並輕鬆擊敗新等人。為了殺死「×」而以自願擔任女主角為條件與京達成協議，暫時離開了學校，後續了解利音死亡的真相加入了「×」。
勢羽真冬（聲：山下大輝）
JCC插班生，14歲，夏生的弟弟，講話毒舌，有嚴重的潔癖。在插班考試時與新戰鬥，被打敗之後與新一起行動。稱21歲的新為「大叔」。在最終考試時與新同為白隊。在最終考試時被樂挑選為新成員之一，並於考試結束後被「×」一方綁架。
加耳丈一郎（聲：前野智昭）
JCC插班生，戴著飛行員帽的少年，在第三階段的考試中臨時加入的考生之一。與新、真冬分到同一組。個性怕生且害怕失誤，會因為在意他人對自己的想法而不敢採取行動。聽力敏銳，透過軟柔平靜的心跳聲及身上的裝備發出的細微聲響從而得知他被遠端操控的事實。此外在集中精神的情況下，也能透過聲音複製樂的動作。
虎丸尚（聲：金元壽子）
JCC插班生，背著掛有坂本掛飾背包的少女，在第三階段的考試中臨時加入的考生之一。是名資深的坂本迷，兒時曾被年輕的坂本拯救過而視他為救世主。對於任何侮辱坂本的人一向毫不留情，極度厭惡跟她一樣崇拜坂本的新，但在與他打鬥過後認同了他。然而在她認出變胖的坂本之後，幻想便徹底破滅。
在最終考試時被樂挑選為新成員之一，並於考試結束後被「×」一方綁架。
四村周
14歲，四村曉的兒子，師從父親四村，但武器改為四節棍。童年時目睹父親將母親殺死，在不了解實情的狀況下懷著對父親的怨恨長大，並因此對殺聯抱有敵意，因此被×陣營輕易誘惑。受到鹿島指派摧毀含有×相關資料的「資料庫」，與想要尋找資料庫的坂本四處作對。直到知曉資料庫就是自己的外公、還親眼目睹×陣營入侵JCC的暴行而感到後悔。為了找尋父親釐清真相而加入坂本一行人。

#### 教職員
佐藤田悅子
JCC資歷最深的老師，看似年邁慈祥，但實際上合氣道造詣極高，多年前曾經教導過坂本及南雲等人。曾拒絕ORDER的邀請，因認為殺手界太多人死去，而決心擔任老師，立志以教育的方式做出改變。在京入侵JCC時與其交戰，最後為了保護學生而被他殺死，死後身體自行行動，將京的右眼刺瞎。
廟堂
JCC的清潔工，周的外公，也是佐藤田同期畢業的同學。擁有過目不忘的超強記憶力，因此有「資料庫」的綽號。JCC事件後提供了有關「×」的情報。

### 其他人物
陸無糖（聲：水中雅章）
中國黑手黨陸家的幹部之一，為了將陸少糖帶回中國而與坂本商店展開賭博對決。跟陸少糖是青梅竹馬，從小便極度迷戀她。頭腦非常聰明，新一讀取他的思想就會超過負荷而昏倒，但他也提醒了新潛意識的存在，讓新領悟了更強的讀心技能。
朝倉（聲：土田大）
研究所的所長，負責研究超能力。多年前被朋友安藤託付了幼年時期的新，研究成果卻不慎被新喝掉，導致他獲得了讀心能力。在鹿島佔領研究所之後被監禁在牢中，後成功逃出並與新重逢。
赤尾利音（聲：能登麻美子）
晶的姑姑，右臂有著獵戶座的刺青，看似下落不明，但據京所述，似乎已被有月給殺害，在此之前坂本則對晶隱瞞赤尾已故一事，不讓其得知真相，其餘詳情不明。
僅在晶跟坂本等人的回憶中被提及。在學生時代跟坂本、南雲一樣都是JCC的風雲人物。八年前為了追尋逃跑的有月就此失蹤，坂本再次找到有月時，有月聲稱自己殺了利音。然而透過四村的調查，在坂本身上設立懸賞的人正是利音，這讓南雲開始懷疑她是否真的已死。
擁有能看到「道」的特殊能力。晶也同樣具備此能力。現在，「×」有月因壓力而產生了利音人格，兩個人格共用同一具身體，並能在腦內交流與對話。

## 宣傳
單行本第6卷及第9卷書腰上，分別印有《鋼之鍊金術師》作者荒川弘及《咒術迴戰》作者芥見下下對本作的推薦。

## 出版書籍
| 卷數 | 集英社 | 集英社        | 集英社                 | 東立出版社       | 東立出版社                    | 東立出版社                                                  | 博集天卷     | 博集天卷   | 博集天卷               | 封面人物               |
| 卷數 | 副標題 | 發售日期      | ISBN                   | 副標題           | 發售日期                      | ISBN                                                        | 副標題       | 發售日期   | ISBN                   | 封面人物               |
| ---- | ------ | ------------- | ---------------------- | ---------------- | ----------------------------- | ----------------------------------------------------------- | ------------ | ---------- | ---------------------- | ---------------------- |
| 1    |        | 2021年4月2日  | ISBN 978-4-08-882657-8 | 傳說中的殺手     | 2022年5月3日 2022年5月9日     | ISBN 978-957-26-9001-7（首刷限定版） ISBN 978-957-26-8699-7 | 传说中的杀手 | 2024年12月 | ISBN 978-7-5726-1714-0 | 坂本太郎、新           |
| 2    |        | 2021年6月4日  | ISBN 978-4-08-882685-1 | 冷硬派           | 2022年7月25日                 | ISBN 978-957-26-9719-1（首刷限定版） ISBN 978-957-26-8700-0 | 硬汉         | 2024年12月 | ISBN 978-7-5726-1713-3 | 新、陸少糖、坂本太郎   |
| 3    |        | 2021年9月3日  | ISBN 978-4-08-882763-6 | 真霜平助         | 2022年10月7日 2022年10月14日  | ISBN 978-626-7186-73-2（首刷限定版） ISBN 978-957-26-8701-7 | 真霜平助     | 2024年12月 | ISBN 978-7-5726-1712-6 | 真霜平助、坂本太郎、新 |
| 4    |        | 2021年11月4日 | ISBN 978-4-08-882819-0 | 車廂內請保持安靜 | 2022年12月5日 2022年12月12日  | ISBN 978-626-347-378-2（首刷限定版） ISBN 978-957-26-8702-4 |              |            | ISBN 978-7-5726-1868-0 | 勢羽夏生、鹿島         |
| 5    |        | 2022年1月4日  | ISBN 978-4-08-882879-4 | 死刑犯           | 2023年1月3日 2023年1月9日     | ISBN 978-626-347-675-2（首刷限定版） ISBN 978-957-26-8703-1 |              |            | ISBN 978-7-5726-1869-7 | 大佛                   |
| 6    |        | 2022年3月4日  | ISBN 978-4-08-883072-8 | 不走運           | 2023年2月16日 2023年2月23日   | ISBN 978-626-360-027-0（首刷限定版） ISBN 978-957-26-9104-5 |              |            | ISBN 978-7-5726-1870-3 | 南雲與市               |
| 7    |        | 2022年6月3日  | ISBN 978-4-08-883147-3 | 小事一樁         | 2023年3月17日 2023年3月24日   | ISBN 978-626-360-087-4（首刷限定版） ISBN 978-957-26-9726-9 |              |            | ISBN 978-7-5726-1871-0 | 樂                     |
| 8    |        | 2022年8月4日  | ISBN 978-4-08-883191-6 | 三試             | 2023年4月17日 2023年4月24日   | ISBN 978-626-360-474-2（首刷限定版） ISBN 978-626-347-212-9 |              |            | ISBN 978-7-5726-1872-7 | 赤尾晶                 |
| 9    |        | 2022年11月4日 | ISBN 978-4-08-883292-0 | 困難模式         | 2023年5月31日 2023年6月5日    | ISBN 978-626-360-475-9（首刷限定版） ISBN 978-626-347-782-7 |              |            | ISBN 978-7-5726-1873-4 | 虎丸尚                 |
| 10   |        | 2023年2月3日  | ISBN 978-4-08-883429-0 | 再會             | 2023年6月19日 2023年6月26日   | ISBN 978-626-360-718-7（首刷限定版） ISBN 978-626-360-382-0 |              |            | ISBN 978-7-5726-1874-1 | X／有月憬              |
| 11   |        | 2023年4月4日  | ISBN 978-4-08-883449-8 | 先得一分         | 2023年7月20日 2023年7月27日   | ISBN 978-626-372-212-5（首刷限定版） ISBN 978-626-360-778-1 |              |            | ISBN 978-7-5726-1875-8 | 神神廻                 |
| 12   |        | 2023年6月2日  | ISBN 978-4-08-883555-6 | 開拍             | 2023年11月16日 2023年11月23日 | ISBN 978-626-372-623-9（首刷限定版） ISBN 978-626-372-409-9 |              |            | ISBN 978-7-5726-1876-5 | 京                     |
| 13   |        | 2023年9月4日  | ISBN 978-4-08-883633-1 | 追憶             | 2023年12月8日 2023年12月15日  | ISBN 978-626-02-0135-7（首刷限定版） ISBN 978-626-02-0091-6 |              |            |                        | 赤尾利音               |
| 14   |        | 2023年11月2日 | ISBN 978-4-08-883692-8 | 奇怪的跡象       | 2024年3月22日 2024年3月29日   | ISBN 978-626-02-0667-3（首刷限定版） ISBN 978-626-02-0520-1 |              |            |                        | 豹                     |
| 15   |        | 2024年1月4日  | ISBN 978-4-08-883793-2 | 世紀殺手展       | 2024年7月8日 2024年7月15日    | ISBN 978-626-02-1562-0（首刷限定版） ISBN 978-626-02-1031-1 |              |            |                        | 熊埜御                 |
| 16   |        | 2024年4月4日  | ISBN 978-4-08-883878-6 | 邂逅             | 2024年10月8日                 | ISBN 978-626-02-2099-0（首刷限定版） ISBN 978-626-02-2603-9 |              |            |                        | 上終                   |
| 17   |        | 2024年6月4日  | ISBN 978-4-08-884120-5 | 進場             | 2025年1月17日                 | ISBN 978-626-02-2846-0（首刷限定版） ISBN 978-626-02-2603-9 |              |            |                        | 勢羽真冬               |
| 18   |        | 2024年8月2日  | ISBN 978-4-08-884131-1 | 混戰             | 2025年5月2日 2025年5月9日     | ISBN 978-626-02-3505-5（首刷限定版） ISBN 978-626-02-2668-8 |              |            |                        | 春馬                   |
| 19   |        | 2024年11月1日 | ISBN 978-4-08-884250-9 | 閉館             | 2025年7月11日 2025年7月18日   | ISBN 978-626-02-4463-7（首刷限定版） ISBN 978-626-02-3669-4 |              |            |                        | 篁                     |
| 20   |        | 2025年1月4日  | ISBN 978-4-08-884389-6 | 容身之處         | 2025年8月15日 2025年8月       | ISBN 978-626-02-5044-7（首刷限定版） ISBN 978-626-02-4314-2 |              |            |                        | 坂本太郎               |
| 21   |        | 2025年3月4日  | ISBN 978-4-08-884409-1 |                  |                               |                                                             |              |            |                        | 當                     |
| 22   |        | 2025年6月4日  | ISBN 978-4-08-884554-8 |                  |                               |                                                             |              |            |                        | 天弓                   |
| 23   |        | 2025年8月4日  | ISBN 978-4-08-884608-8 |                  |                               |                                                             |              |            |                        | 新                     |

## 迴響
本作獲得下一部人氣漫畫大賞2021紙本漫畫部門的第9名，以及另外頒贈的「U-NEXT特別獎」。2023年7月在日本博覽會獲頒金達摩獎最佳動作漫畫獎。2024年，在該年7月的日本博覽會獲頒金達摩獎最佳漫畫獎和最佳繪圖獎。
2022年1月，單行本發行量突破50萬冊。2022年6月，單行本發行量突破140萬冊。2022年8月，單行本發行量突破170萬冊。2022年10月，單行本發行量突破200萬冊。2022年11月，單行本發行量突破220萬冊。2023年2月，單行本發行量突破250萬冊。2023年5月，單行本發行量突破300萬冊。2023年7月，單行本發行量突破330萬冊。2023年9月，單行本發行量突破350萬冊。2023年11月，單行本發行量突破400萬冊。2024年1月，單行本發行量突破430萬冊。2024年4月，單行本發行量突破470萬冊。2024年6月，單行本發行量突破500萬冊。2024年8月，單行本發行量突破550萬冊。2025年6月，全世界累計發行量已突破1200萬冊。

## 電視動畫
2024年5月，正式公布電視動畫化，由動畫公司TMS Entertainment擔任動畫製作，上半於2025年1月11日播出，下半預定於7月播出。

## 外部連結
- 集英社《週刊少年Jump》官方網站（日語）
- SAKAMOTO DAYS 坂本日常的X（前Twitter）